# Maria Morawska-Horawska
Maria Morawska-Horawska (ur. 1 listopada 1925 w Krakowie, zm. 27 stycznia 2020 tamże) – polska meteorolożka i klimatolożka, wykładowca akademicki.

## Życiorys
Od 1945 studiowała geografię na Uniwersytecie Jagiellońskim. Jako studentka pracowała jako zastępczyni młodszego asystenta w Katedrze Astronomii UJ u Tadeusza Banachiewicza. W 1949 uzyskała stopień magistra filozofii w zakresie geografii za pracę Zachmurzenie i usłonecznienie Krakowa w latach 1881–1933. W latach 1953–1959 wykładała meteorologię i klimatologię w Wyższej Szkole Pedagogicznej w Krakowie. W 1955 została starszą asystentką w Biurze Prognoz Państwowego Instytutu Hydrologiczno-Meteorologicznego (obecnie Instytut Meteorologii i Gospodarki Wodnej). W 1962 doktoryzowała się na Wydziale Biologii i Nauk o Ziemi UJ na podstawie pracy Zachmurzenie i usłonecznienie Krakowa w latach 1859–1958. Również w 1962 została adiunktką PIHM. Od 1965 była w nim samodzielnym pracownikiem naukowo-badawczym. Od 1970 kierowała  Pracownią Meteorologii Przemysłowej PIHM, od 1973 w stopniu docenta Biura Prognoz. W 1978 uzyskała wraz z zespołem Nagrodę Ministra Ochrony Środowiska za opracowanie i wdrożenie metody prognozowania stanu zanieczyszczenia atmosfery dwutlenkiem siarki.
W 1980 obroniła na IGiPZ PAN pracę habilitacyjną Wpływ środowiska geograficznego na rozprzestrzenianie się zanieczyszczeń powietrza w aglomeracji krakowskiej oraz metoda prognozy średniego dobowego stężenia SO2 dla obszarów miejskich na przykładzie Krakowa. Rozprawa ta została uhonorowana Indywidualną Nagrodę I stopnia IMiGW. W 1981 objęła funkcję kierowniczki Zakładu Prognoz Regionalnych IMGW. Pracowała w tej instytucji w 1995. Od 1984 była docentką WSP w Krakowie. W 1990 została profesorem nadzwyczajnym, w 1993 - zwyczajnym. Zasiadała w Zarządzie Głównym Polskiego Towarzystwa Geofizycznego, Radzie Ochrony Środowiska Województwa Krakowskiego, Radzie Naukowej Zarządu Głównego LOP i Radzie Naukowej Polskiego Klubu Ekologicznego. Była odznaczona Krzyżem Kawalerskim Orderu Odrodzenia Polski (1977) i Złotym Krzyżem Zasługi (1973).
Morawska-Horawska napisała około 100 artykułów i rozpraw, kilkadziesiąt prac naukowych oraz 45 ekspertyz. Do jej zainteresowań naukowych należały: stan aerosanitarny powietrza nad aglomeracją krakowską, warunki anemologiczne Karpat, klimat obszarów zurbanizowanych (szczególnie zanieczyszczenia związkami siarkami) i meteorologia synoptyczna, m.in. w ochronie przeciwpowodziowej. W badaniach zanieczyszczeń powietrza wykorzystywała pomiary samolotowe. Ustaliła pionowy zasięg warstw inwersyjnych i wyspy ciepła nad Krakowem oraz proporcje stosunku krakowskiej emisji zanieczyszczeń do napływowej. Ekspertyzy Horawskiej przyczyniły się do likwidacji szeregów obiektów przemysłu ciężkiego w Krakowie i Skawinie. Dzięki niej Kraków stał się pierwszym polskim miastem z codzienną prognozą stężenia dwutlenku siarki. Jej najważniejsze publikacje to: Zachmurzenie i usłonecznienie Krakowa w latach 1859–1958 (1963), Meteorologiczne przyczyny powodzi w Polsce południowej w lipcu 1970 r. (1971), Metoda prognozy średniego dobowego stężenia SO2 dla obszarów miejskich na przykładzie Krakowa (1978). 
Pochowana na Cmentarzu Rakowickim w Krakowie (część przy ul. Prandoty, pas 102, grób 72).
Była drugą żoną torfoznawcy Mariana Horawskiego.                                                                                                                                                                                                                                                 